# مردگان متحرک (فیلم ۱۹۳۶)
مردگان متحرک (انگلیسی: The Walking Dead) فیلمی در ژانر ترسناک به کارگردانی مایکل کورتیز است که در سال ۱۹۳۶ منتشر شد.

## بازیگران
- بوریس کارلوف
- ریکاردو کورتز
- ادموند گون
- مارگریت چرچیل
- بارتون مک‌لین
- هنری اونیل
- لئو وایت
- آدیسون ریچاردز
- جو کینگ
- جو سایر
- کنث هارلن
- پل هاروی
- ارل هاجینز
- کرافورد کنت